# Lacs de Lignin
Les lacs de Lignin correspondent à un ensemble de lacs situés à 2 280 m d'altitude au pied du Grand Coyer (2693 m), point culminant d'un massif compris entre les vallées du Haut Var et du Haut Verdon, sur la commune de Colmars dans le département des Alpes-de-Haute-Provence et la région Provence-Alpes-Côte d'Azur, ils font partie de la forêt domaniale du Haut Verdon (11000 hectares, une des plus grandes forêts publiques de Provence) gérée par l Office National des Forêts, toute activité humaine donne lieu a une autorisation de ce Service Public. Les lacs des Lignins font partie du site Natura 2000 du Grand Coyer. Le pluriel est généralement employé pour ses lacs d'altitude et justifié par la présence de lacs satellites de moindre importance qui s'assèchent rapidement lors de la saison estivale.

## Traçages
Les eaux des lacs alimentent en apparence (réseau hydrographique de surface) le bassin du Verdon, via la Lance. Cependant, un traçage à la fluorescéine effectué le 9 novembre 2013 à la perte du lac de Lignin a permis de démontrer la relation existant entre la dépression de Lignin et la source du Coulomp. Le colorant, ressorti le 15 novembre, indique que les lacs de Lignin appartiennent en fait au bassin du Var ,.

## Voir aussi

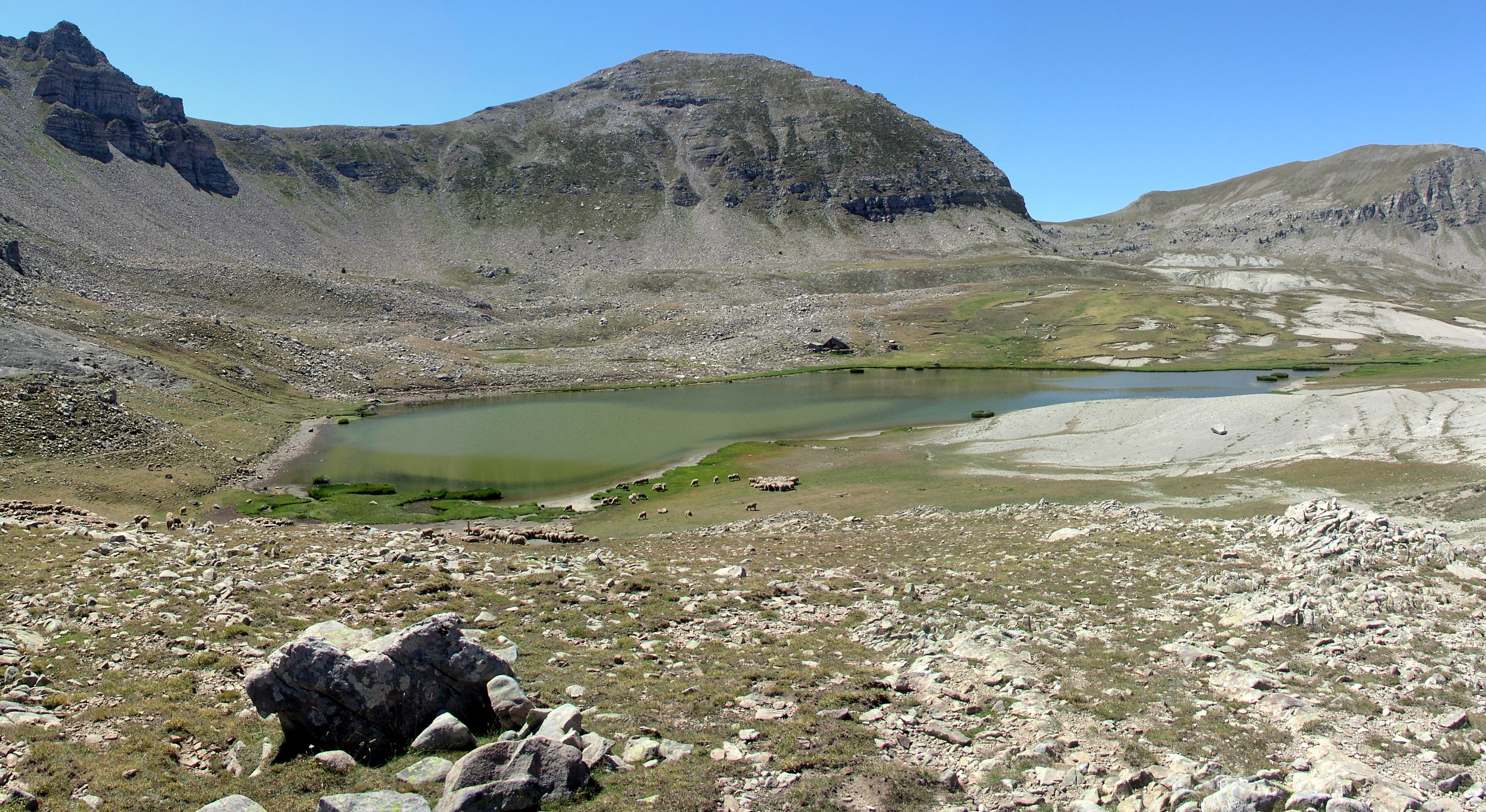
Lac de Lignin.
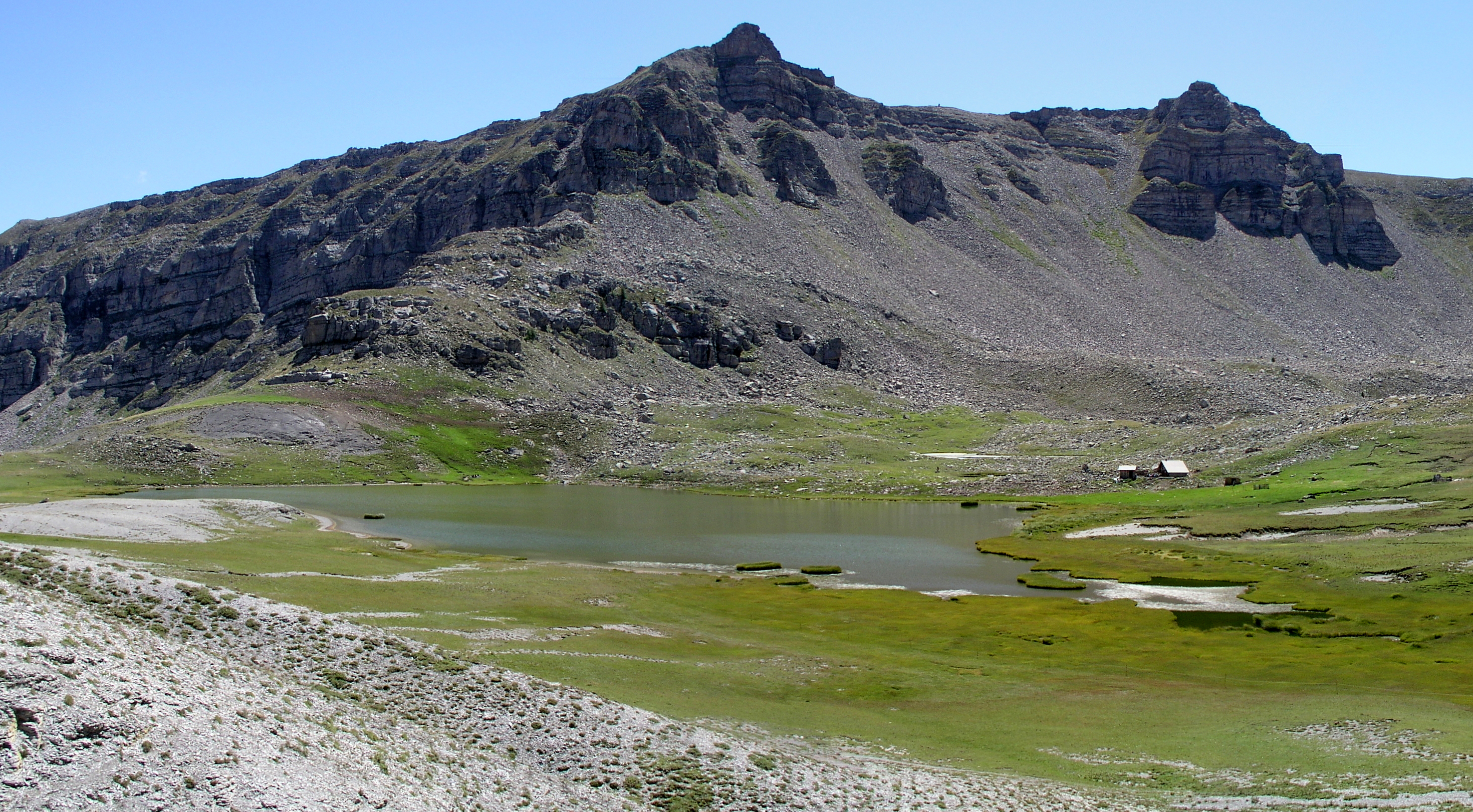
Lac de Lignin.
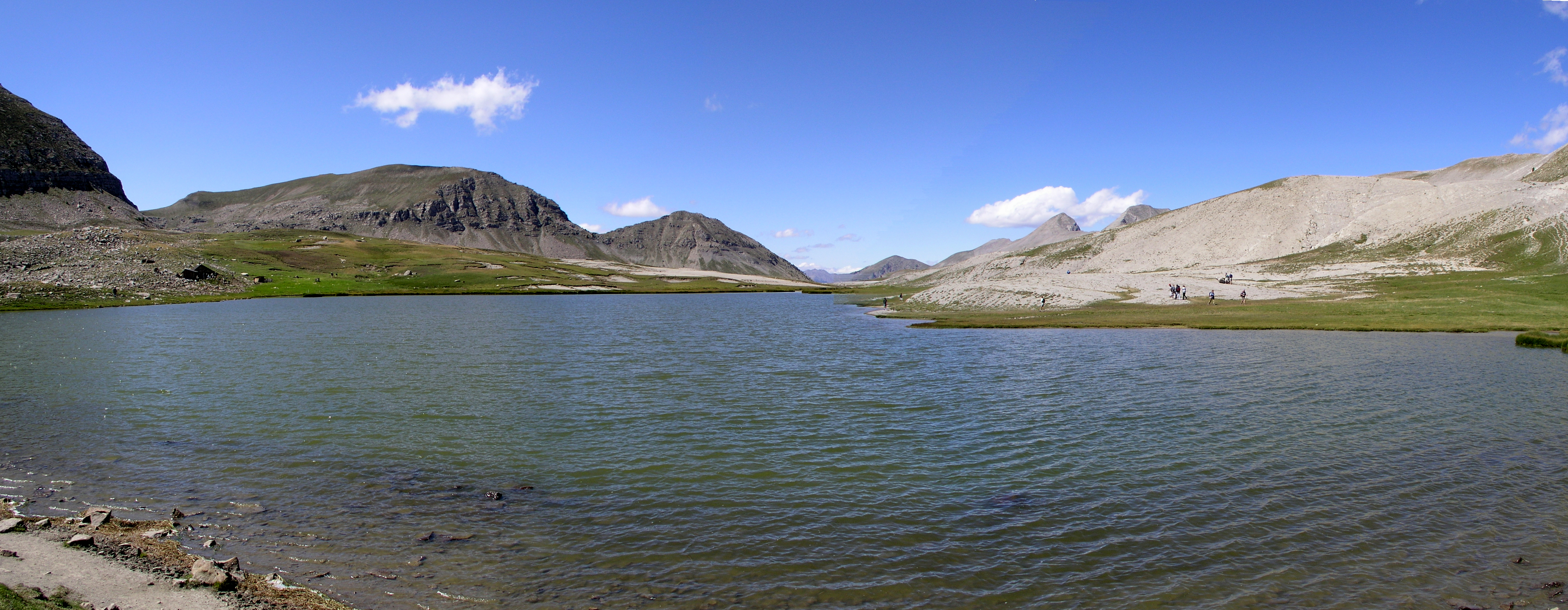
Lac de Lignin.
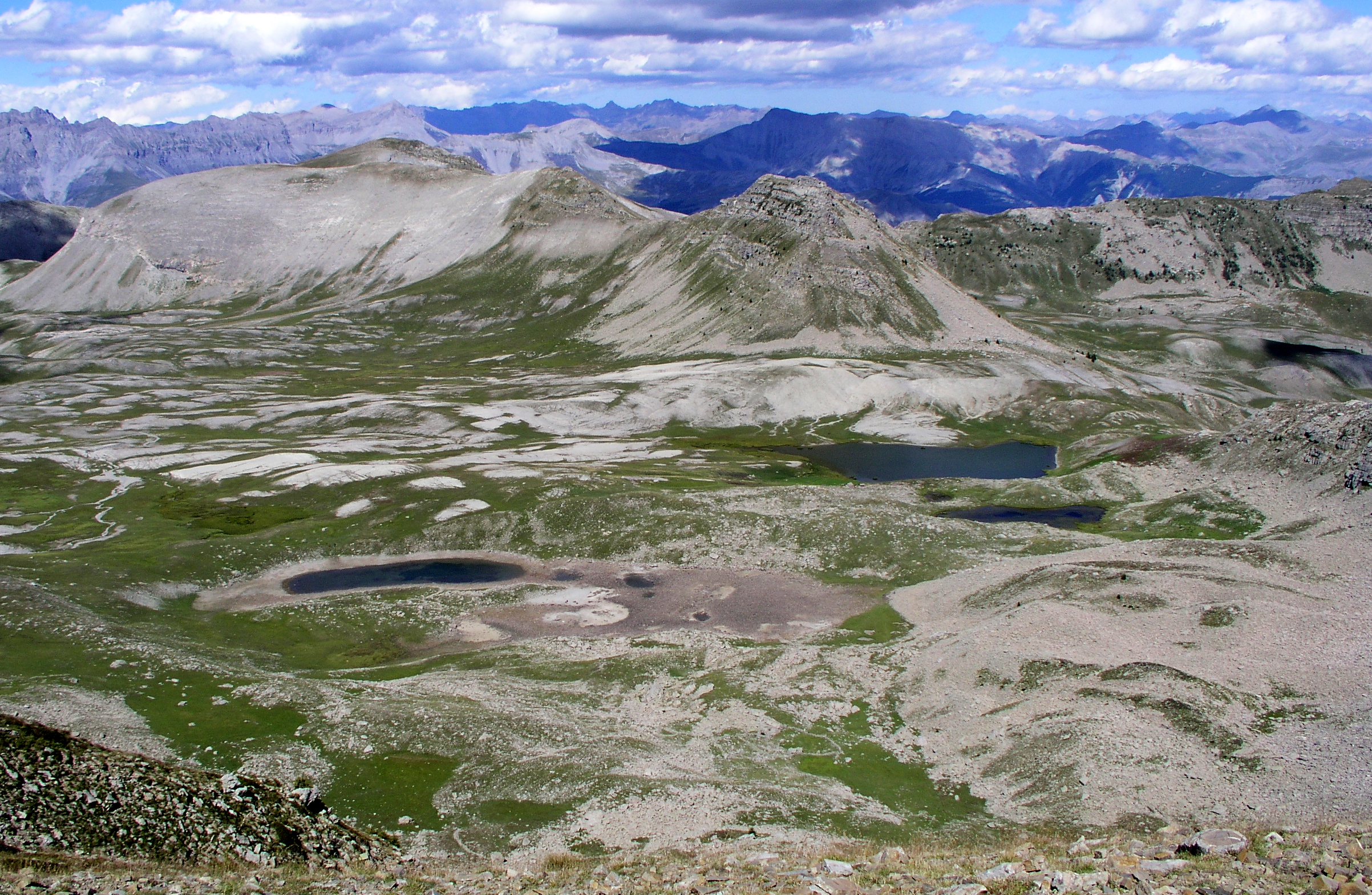
Lacs de Lignin vus depuis le Grand Coyer.